# Pip Galag 1
Pip Galag 1 (Pipgalag 1, Pipgalak 1) ist eine osttimoresische Aldeia im Suco Tapo/Memo (Verwaltungsamt Maliana, Gemeinde Bobonaro). 2015 lebten in der Aldeia 250 Menschen.

## Geographie
Pip Galag 1 liegt im Nordosten des Sucos Tapo/Memo. Südlich befindet sich die Aldeia Pip Galag 2, nordwestlich die Aldeia Lepuguen und südwestlich die Aldeia Uluatin. Im Norden grenzt Pip Galag 1 an die Sucos Holsa, Lahomea und Odomau und im Osten an die Sucos Oeleo und Tapo. Im Westen der Aldeia befindet sich die einzige Siedlung der Aldeia. An der Grenze zu Tapo steigt ein Gebirgszug an. Der höchste Gipfel in der Aldeia ist der Lolo Tumisiri (1495 m, 09° 02′ S, 125° 16′ O).

## Politik
2023 wurde João Ermelindo zum Chefe de Aldeia gewählt.